# 直子女王
直子女王（なおこじょおう、生年不詳 - 寛平4年12月1日（892年12月23日））は、平安時代前期の皇族。惟彦親王王女（文徳天皇の皇孫）。宇多天皇朝賀茂斎院。

## 略歴
仁和5年（889年）2月27日、斎院に卜定。同年（寛平元年）9月23日、御禊。寛平3年（891年）4月15日、紫野院へ入る。同4年（892年）12月1日、在任中に薨去。
『河海抄』は『源氏物語』以前で孫王が賀茂斎院となった例を直子女王のみとするが、2代斎院時子内親王は父仁明天皇の皇太子時代に在任しており、また8代斎院穆子内親王の卜定も父光孝天皇の即位前で、ともに内親王宣下以前なので、女王として斎院に卜定されたのは直子女王で3人目である。